# فيلا نويفا
فيلا نويفا هي بلدية في غواتيمالا، تقع في إدارة غواتيمالا، بلغ عدد سكانها 301,907 نسمة، تبلغ مساحتها 114 كيلومتر مربع، رمزها البريدي هو 01064.

## الموقع
تشترك في الحدود مع:
- ماجدالينا ميلباس ألتاس
- أماتيتلان

## المناخ
يظهر الجدول التالي التغييرات المناخية على مدار السنة لفيلا نويفا:
| البيانات المناخية لـفيلا نويفا    | البيانات المناخية لـفيلا نويفا | البيانات المناخية لـفيلا نويفا | البيانات المناخية لـفيلا نويفا | البيانات المناخية لـفيلا نويفا | البيانات المناخية لـفيلا نويفا | البيانات المناخية لـفيلا نويفا | البيانات المناخية لـفيلا نويفا | البيانات المناخية لـفيلا نويفا | البيانات المناخية لـفيلا نويفا | البيانات المناخية لـفيلا نويفا | البيانات المناخية لـفيلا نويفا | البيانات المناخية لـفيلا نويفا | البيانات المناخية لـفيلا نويفا |
| الشهر                             | يناير                          | فبراير                         | مارس                           | أبريل                          | مايو                           | يونيو                          | يوليو                          | أغسطس                          | سبتمبر                         | أكتوبر                         | نوفمبر                         | ديسمبر                         | المعدل السنوي                  |
| --------------------------------- | ------------------------------ | ------------------------------ | ------------------------------ | ------------------------------ | ------------------------------ | ------------------------------ | ------------------------------ | ------------------------------ | ------------------------------ | ------------------------------ | ------------------------------ | ------------------------------ | ------------------------------ |
| متوسط درجة الحرارة الكبرى °م (°ف) | 25.2 (77.4)                    | 26.1 (79.0)                    | 27.4 (81.3)                    | 27.8 (82.0)                    | 27.5 (81.5)                    | 25.9 (78.6)                    | 25.9 (78.6)                    | 26.2 (79.2)                    | 25.5 (77.9)                    | 25.4 (77.7)                    | 24.9 (76.8)                    | 24.8 (76.6)                    | 26.1 (78.9)                    |
| المتوسط اليومي °م (°ف)            | 19.4 (66.9)                    | 19.8 (67.6)                    | 20.9 (69.6)                    | 21.7 (71.1)                    | 22.0 (71.6)                    | 21.3 (70.3)                    | 21.2 (70.2)                    | 21.3 (70.3)                    | 20.9 (69.6)                    | 20.7 (69.3)                    | 19.8 (67.6)                    | 19.3 (66.7)                    | 20.7 (69.2)                    |
| متوسط درجة الحرارة الصغرى °م (°ف) | 13.6 (56.5)                    | 13.6 (56.5)                    | 14.5 (58.1)                    | 15.7 (60.3)                    | 16.6 (61.9)                    | 16.8 (62.2)                    | 16.6 (61.9)                    | 16.4 (61.5)                    | 16.4 (61.5)                    | 16.0 (60.8)                    | 14.8 (58.6)                    | 13.8 (56.8)                    | 15.4 (59.7)                    |
| الهطول مم (إنش)                   | 1 (0.0)                        | 3 (0.1)                        | 5 (0.2)                        | 26 (1.0)                       | 126 (5.0)                      | 253 (10.0)                     | 217 (8.5)                      | 182 (7.2)                      | 244 (9.6)                      | 130 (5.1)                      | 16 (0.6)                       | 5 (0.2)                        | 1٬208 (47.5)                   |
| المصدر: Climate-Data.org          |                                |                                |                                |                                |                                |                                |                                |                                |                                |                                |                                |                                |                                |